# 马蹄湖
马蹄湖，特指原北马蹄湖，是南开大学校园内的马蹄形湖泊，位于大中路北侧，湖中半岛竖立着1979年南开大学建校60周年之际修建的校友周恩来纪念碑，雕刻周恩来手书的“我是爱南开的”鎏金大字。每到夏季马蹄湖中荷花盛开，荷花布满湖面，颇为壮观。

## 历史
马蹄湖在南开大学建校初期原为南北相对两个湖泊，1937年日寇发动侵华战争，将南开园炸为废墟。南马蹄湖被炸平，而北马蹄湖则保留下来，成为南开大学的标志性景观之一。
后来，南开大学在南马蹄湖原址修建了一座小花园。只有北马蹄湖风光依旧，久而久之马蹄湖这一名称开始特指北马蹄湖。
在肃清暗藏的反革命分子运动、反右运动、文化大革命期间，有多名南开大学知名教授于马蹄湖自尽，如颜毓蘅。数学家吴大任及夫人的骨灰亦安放在湖心岛的一颗松树下。